# Niederösterreich Cup (Basketball)
Der Niederösterreich Cup ist ein Basketballturnier, das jährlich seit der Saison 2003/2004 vor dem Start der Basketball Superliga ausgetragen wird.
Automatisch qualifiziert für das Turnier sind die Basketballbundesligavereine aus Niederösterreich (UKJ SÜBA St. Pölten, Xion Dukes Klosterneuburg und die Arkadia Traiskirchen Lions).

## Geschichte
Seit der Saison 2003/2004 wird dieses Turnier meist an einem Wochenende Ende September ausgetragen. Es ist ein wichtiges Saison Vorbereitungsturnier und dient zur Standortbestimmung kurz vor Beginn der Meisterschaft. Der Siegerpokal ist ein von Landeshauptmann Erwin Pröll gestifteter Wanderpokal. Gewinnt jedoch ein Verein die Trophäe dreimal geht der Pokal endgültig in den Besitz dieser Mannschaft.

## Sieger
- Saison 2003/2004: Arkadia Traiskirchen Lions
- Saison 2004/2005: Xion Dukes Klosterneuburg
- Saison 2005/2006: Arkadia Traiskirchen Lions